# Agregado naval
Un agregado naval es un oficial de la armada o fuerza naval que forma parte de una misión diplomática; normalmente este cargo es ocupado por un oficial superior (capitán de fragata o capitán de navío).
Un agregado naval típicamente representa al jefe de la fuerza naval extranjera en el país donde sirve. Las responsabilidades día a día incluyen mantener contactos entre la nación anfitriona y la fuerza naval a la que pertenece el agregado.  Esto incluye arreglar visitas oficiales, intercambios de puestos y ejercicios.
En una misión diplomática pequeña que no tenga su propio agregado naval, el papel de agregado naval es llevado a cabo por el agregado de defensa quien además trata los asuntos militares y aéreos. Delegaciones diplomáticas mayores pueden contar tanto con un agregado naval como por un asistente y ayudante del agregado naval.

## Funciones de inteligencia
A pesar de que los agregados militares, navales y aéreos cumple funciones en enlace y protocolarias en el país anfitrión tiene un rol de inteligencia desde que en el siglo XIX empezó a existir esta posición.